# Теги (село)
Теги — село в Берёзовском районе Ханты-Мансийского автономного округа — Югры России. Входит в состав городского поселения Берёзово. Население на 1 января 2008 года составляло 552 человек.
Почтовый индекс 628155, код ОКАТО 71112932001.

## Статистика населения
| Год  | Численность постоянного населения (среднегодовая) |
| ---- | ------------------------------------------------- |
| 2002 |                                                   |
| 2008 | 552                                               |
| 2010 | 416                                               |
| 2021 | 356                                               |

| Нац-сть     | 2002, чел. | 2002, % | 2010, чел. | 2010, % |
| ----------- | ---------- | ------- | ---------- | ------- |
| Ханты       |            |         | 281        | 78,93   |
| Манси       |            |         | 19         | 5,34    |
| Коми-зыряне |            |         | 9          | 2,53    |
| Русские     |            |         | 34         | 9,55    |
| Украинцы    |            |         | 4          | 1,12    |
| Не указали  |            |         | 5          | 1,40    |

## Климат
Климат резко континентальный. Зима суровая с сильными ветрами и метелями, продолжающаяся семь месяцев. Лето относительно тёплое, но быстротечное.